# Genovesesauce

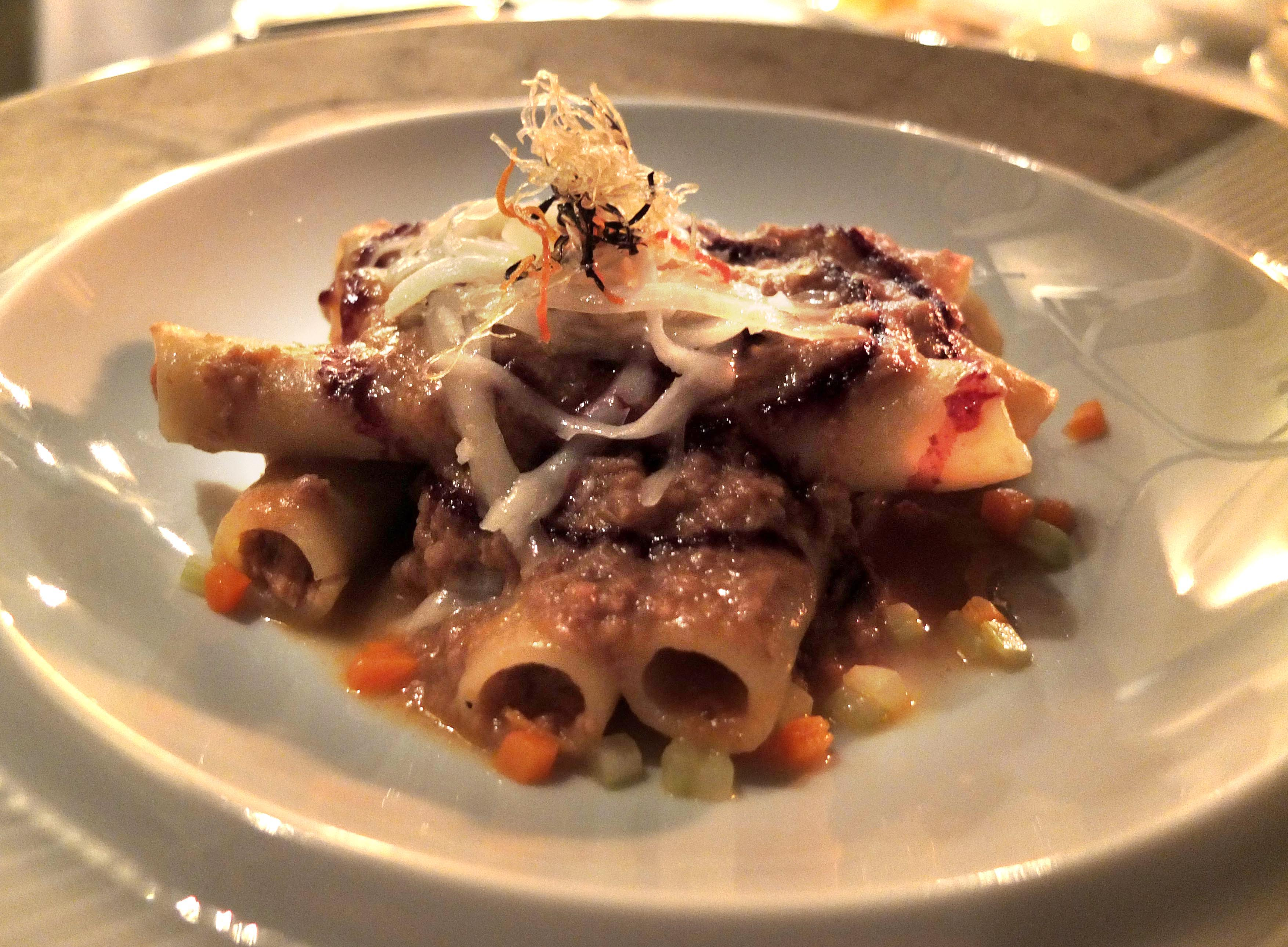
Candelenudeln mit Genovesesauce

Genovesesauce ist eine reichhaltige Pastasauce auf Zwiebelbasis aus der Region Kampanien in Italien. Wahrscheinlich wurde sie in der Renaissance aus der norditalienischen Stadt Genua nach Neapel gebracht und verbreitete sich dann in ganz Kampanien, geriet jedoch andernorts in Vergessenheit.
Für die Sauce wird aufgrund der langen Garzeit der Zwiebeln eine ungewöhnlich lange Zubereitungszeit benötigt.

## Geschichte
Genovesesauce ist in Neapel verbreitet und wurde dort im 15. oder 16. Jahrhundert eingeführt. Vermutlich wurde die Sauce durch genuesische Immigranten oder Kaufleute eingeführt, als sich in Genua und Neapel die wichtigsten italienischen Häfen befanden. Der Name der Sauce könnte sich jedoch auch von dem Namen des Erfinders ableiten, da Genovese als Name in Kampanien weit verbreitet ist. Außerhalb Kampaniens ist Genovesesauce heute unbekannt.
Die Verwendung von Zwiebeln für die Sauce könnte auf einen französischen Einfluss hindeuten und erinnert an Böfflamot. Mitte des 19. Jahrhunderts wurde Lachs in Hollondaise- und Genovesesauce im Grand Véfour des Palais Royal in Paris als Luxusgericht serviert.
Genovesesauce sollte nicht mit Pesto aus Genua und Ligurien, Salsa Genovese, oder Sauce Génevoise vom Genfersee, die beide zu Fisch serviert werden, verwechselt werden.

## Zubereitung
Zur Vorbereitung der Genovesesauce wird Rinder- oder Kalbsfleisch für zwei bis zehn Stunden in Zwiebeln angebraten. Meist werden zu den Zwiebeln für das Soffritto noch gehackte Karotten und Sellerie zugegeben.
Das langsame Garen der Zwiebeln und die schrittweise Zugabe von Weißwein oder Brühe beeinflussen den Geschmack. Die Sauce mit den Nudeln kann mit dem Fleisch der Sauce oder mit Tomaten und Pecorino serviert werden.
Große, röhrenförmige Nudeln wie Rigatoni, Ziti oder Candele sind am besten geeignet, da sie die reichhaltige Sauce gut halten.